# Татлинский сельсовет
Татлинский сельсовет — упразднённая административно-территориальная единица Белорецком районе Республики Башкортостана Российской Федерации. Существовал в 1930—1996 годах. Административный центр — село Татлы.

## История
Татлинский сельский Совет депутатов и сельская администрация (ранее исполком) образованы в 1930 году.
В 1980 году Указом Президиума ВС Башкирской АССР «Об объединении Лапыштинского и Татлинского сельсоветов в один Татлинский сельсовет Белорецкого района» объединена Лапыштинский и Татлинский сельсоветы в один Татлинский сельсовет с центром в с. Татлы Белорецкого района.
Упразднён Постановлением Государственного Собрания Республики Башкортостан от 09.11.1995 N ГС-70 "Об образовании закрытого административно-территориального образования — города республиканского значения «Межгорье» с передачей с 1 января 1996 года населенных пунктов Татлы и Кузьелга в ведение Совета города «Межгорье», а деревень Бердагулово, Верхняя Манява, села Лапышта, Дубинино и хутора Нижняя  Манява района в состав Инзерского поссовета.

## Состав сельсовета
- село Татлы
- посёлок Кузьелга
- деревня Бердагулово
- деревня Верхняя Манява
- село Лапышта
- село Дубинино
- хутор Нижняя  Манява

### Упразднённые населённые пункты
Гадельшино